# 1682 a tudományban
Az 1682. év a tudományban és a technikában.

## Események
- Anton van Leeuwenhoek fölismeri és elkülöníti az izmok harántcsíkolt változatát.
- Megjelenik John Ray angol természettudós Methodus plantarum nova című műve

## Születések
- január – Nicholas Saunderson angol vak matematikus († 1739)
- február 4. – Johann Friedrich Böttger német alkimista, az európai porcelángyártás úttörője († 1719)